# Francisco Brines
Francisco Brines wł. Francisco Brines Bañó (ur. 22 stycznia 1932 w Olivie, zm. 20 maja 2021 w Gandii) – hiszpański poeta.

## Życiorys
Urodził się w Olivie. Należał literackiego pokolenia lat pięćdziesiątych.
Jego zbiory poetyckie obejmują: Las brasas (1959), Palabras a la oscuridad (1966), Aún no (1971), Insistencias en Luzbel (1977), El otoño de las rosas (1986) i La última costa (1995). Jego zebrane wiersze Ensayo de una despedida zostały opublikowane w 1997 roku.
Zdobył liczne nagrody, w tym Premio Nacional de la Crítica (1966), Premio Nacional de Poesía (1986), Nagrodę Fastenrath (1998), Nagrodę Federico García Lorki (2007) i Nagrodę im. Reiny Sofii dla poezji iberoamerykańskiej (2011). Zdobył prestiżową Krajową nagrodę za literaturę hiszpańską w 1999 roku. W 2020 roku zdobył Nagrodę Cervantesa, najważniejszą nagrodę literacką języka hiszpańskiego.
Wykładał literaturę hiszpańską na Uniwersytecie Oksfordzkim i Uniwersytecie Cambridge. Mieszkał w rodzinnej Olivie.
Zmarł 20 maja 2021 roku w wieku 89 lat w Gandii, z powodu komplikacji po operacji przepukliny.